# A genuine tong funeral
A genuine tong funeral is een studioalbum van Gary Burton en zijn ensemble begeleid door een “orkest”. Dat “orkest” is de toenmalige band van Carla Bley. Zij schreef een opera over de emoties die vrijkomen bij een overlijden ("Dark opera without words"). Ze haalde de titel uit een Franse film, die ging over een begrafenis in Hongkong. De opnamen vonden plaats in het najaar van 1967 en voorjaar 1968.. Plaats van handeling was RCA Victor Studio B in New York.

## Musici
- Gary Burton – vibrafoon

met ensemble
- Larry Coryell – gitaar
- Steve Swallow – contrabas, basgitaar
- Lonesome Dragon – slagwerk

Met orkest van Bley:
- Carla Bley – piano, orgel, dirigent
- Steve Lacy – sopraansaxofoon
- Gato Barbieri – tenorsaxofoon
- Mike Mantler – trompet
- Jimmy Knepper – trombone, bastrombone
- Howard Johnson - tuba, baritonsaxofoon

## Muziek
Alle muziek geschreven door Bley in de periode 1964 tot en met 1967. 

| Nr. | Titel                                                     | Duur |
| --- | --------------------------------------------------------- | ---- |
| 1.  | The opening/ Interlude: Shovels/The survivors/Grave train | 6:37 |
| 2.  | Death rolls                                               | 1:36 |
| 3.  | Morning (part one)                                        | 1:43 |
| 4.  | Interlude: Lament/Intermission music                      | 4:28 |
| 5.  | Silent spring                                             | 7:58 |
| 6.  | Fanfare/Mother of the dead man                            | 2:51 |
| 7.  | Some dirge                                                | 7:47 |
| 8.  | Morning (part two)                                        | 1:17 |
| 9.  | The new funeral march                                     | 2:40 |
| 10. | The new national anthem/The survivors                     | 6:34 |

Het album gaf nog een andere indeling:
1. The End (prologue): tracks 1, zonder Grave train
2. Events leading to the end part 1: Grave train tot en met Morning (part one)
3. Interlude: Lament en Intermission Music
4. Events leading to the end part 2: Silent spring
5. Fanfare
6. Events leading to the end part 3: Mother of a dead man tot en met The new funeral march
7. A beginning (epilogue): The new nationale anthem, The surivors